# Human (Joell Ortiz & Illmind)
Human è album collaborativo del rapper statunitense Joell Ortiz e del produttore connazionale Illmind, pubblicato nel 2015.
| Recensione | Giudizio |
| ---------- | -------- |
| AllMusic   | positivo |

## Tracce
1. Human (Intro) – 1:09 – Illmind, Cubeatz
2. New Era – 3:01 – Illmind
3. I Just Might – 3:36 – Illmind, Cubeatz
4. My Niggas – 2:40 – Illmind, Cubeatz
5. Six Fo' – 2:51 – Illmind
6. Light a L – 3:22 – Illmind
7. Lil' Piggies – 3:12 – Illmind
8. Latino, Pt. 2 (featuring Emilio Rojas, Bodega Bamz & Chris Rivers) – 6:20 – Illmind
9. Who Woulda' Knew (featuring Father Dude) – 5:02 – Illmind, G Koop
10. Bad Santa (featuring Jared Evan) – 3:23 – Illmind, Cubeatz
11. Human (Outro) – 3:54 – Illmind

## Classifiche settimanali
| Classifica (2015)         | Posizione massima |
| ------------------------- | ----------------- |
| US Independent Albums     | 21                |
| US Top Rap Albums         | 14                |
| US Top R&B/Hip-Hop Albums | 17                |